# Gabrio Rosa
Pas d'image ? Cliquez ici
Gabrio Rosa, né le 15 octobre 1954 à Bergame est un pilote automobile italien. Il a notamment participé à quatre reprises aux 24 Heures du Mans, en 2000, 2001, 2002 et 2004. 

## Carrière
En 1996, il pilote une Chevron B73 aux 24 Heures de Daytona.
Il pilote pour la première fois aux 24 Heures du Mans en 2000, au volant d'une Porsche 911 GT3 R (996) de l'écurie Seikel Motorsport. Il abandonne sur accident après trois-cent-dix tours couverts,,. 
En 2005, il pilote une Ferrari 360 Modena GTC de l'écurie GPC Sport en Le Mans Endurance Series.